# Literaturjahr 1985
Liste der Literaturjahre

◄◄ | ◄ | 1981 | 1982 | 1983 | 1984 | Literaturjahr 1985 | 1986 | 1987 | 1988 | 1989 | ► | ►►

Weitere Ereignisse

## Ereignisse

### Literaturpreise
- Literaturnobelpreis: Claude Simon[1]

- Nebula Award

- Orson Scott Card, Ender's Game, Das Große Spiel, Kategorie: Bester Roman
- Robert Silverberg, Sailing to Byzantium, Meerfahrt nach Byzanz, Kategorie: Bester Kurzroman
- George R. R. Martin, Portraits of His Children, Bilder seiner Kinder, Kategorie: Beste Erzählung
- Nancy Kress, Out of All Them Bright Stars, Kategorie: Beste Kurzgeschichte

- Hugo Award

- William Gibson, Neuromancer, Neuromancer, Kategorie: Bester Roman
- John Varley, PRESS ENTER[], Eingang drücken auch: Drücke Enter auch: Terminal, Kategorie: Bester Kurzroman
- Octavia E. Butler, Bloodchild, Blutsbrut auch: Blutsbande, Kategorie: Beste Erzählung
- David Brin, The Crystal Spheres, Die Kristallhüllen, Kategorie: Beste Kurzgeschichte

- Locus Award

- Larry Niven, The Integral Trees, Der schwebende Wald, Kategorie: Bester SF-Roman
- Robert A. Heinlein, Job: A Comedy of Justice, Das neue Buch Hiob, Kategorie: Bester Fantasy-Roman
- Kim Stanley Robinson, The Wild Shore, Das wilde Ufer, Kategorie: Bester Erstlingsroman
- John Varley, PRESS ENTER[], Eingang drücken auch: Drücke Enter auch: Terminal, Kategorie: Bester Kurzroman
- Octavia E. Butler, Bloodchild, Blutsbrut auch: Blutsbande, Kategorie: Beste Erzählung
- Lucius Shepard, Salvador, Kategorie: Beste Kurzgeschichte
- Fritz Leiber, The Ghost Light, Kategorie: Beste Sammlung
- Michael Bishop, Light Years and Dark, Kategorie: Beste Anthologie

- Kurd-Laßwitz-Preis

- Herbert W. Franke, Die Kälte des Weltraums, Kategorie: Bester Roman
- Wolfgang Jeschke, Nekyomanteion, Kategorie: Beste Erzählung
- Carl Amery, Nur einen Sommer gönnt ihr Gewaltigen, Kategorie: Beste Kurzgeschichte
- Philip K. Dick, Valis, Kategorie: Bestes ausländisches Werk
- Horst Pukallus, Kategorie: Bester Übersetzer
- Joachim Körber, Bibliographisches Lexikon der utopisch-phantastischen Literatur, Sonderpreis

- Philip K. Dick Award

- Tim Powers, Dinner at Deviant's Palace, Zu Tisch in Deviants Palast

- Booker Prize: Keri Hulme, The Bone People[2].
- Friedenspreis des deutschen Buchhandels: Teddy Kollek
- Georg-Büchner-Preis: Heiner Müller
- Ingeborg-Bachmann-Preis: Hermann Burger, Die Wasserfallfinsternis von Badgastein
- Prix Goncourt: Yann Queffélec, Les Noces barbares
- Pulitzer Prize for Drama: James Lapine für die dramatische Vorlage; Stephen Sondheim für Musik und Liedtexte, Sunday in the Park with George
- Pulitzer Prize for Fiction: Alison Lurie – Foreign Affairs
- Pulitzer Prize for Poetry: Carolyn Kizer: Yin
- Arthur Ellis Award: Howard Engel, Murder Sees the Light
- Hubert Evans Non-Fiction Prize: David Ricardo Williams, Duff: A Life in the Law
- Ethel Wilson Fiction Prize: Audrey Thomas, Intertidal Life
- Floyd S. Chalmers Award in Ontario History: Kenneth J. Rea, The Prosperous Years: The Economic History of Ontario 1939–1975
- Toronto Book Awards: Warabe Aska, Who Goes to the Park; J.M.S. Careless, Toronto to 1918; Josef Škvorecký, The Engineer of Human Souls
- Premio Nadal: Pau Faner Coll, Flor de sal
- Georg-Brandes-Preis: Hans Hertel,  Verdenslitteraturhistorie
- Søren-Gyldendal-Preis: Svend Åge Madsen
- Kritikerprisen (Dänemark): Hanne Marie Svendsen, Guldkuglen
- Weekendavisens litteraturpris: Anna Sophie Seidelin, Genfortælling af Det nye Testamente
- Kritikerprisen (Norwegen): Tor Åge Bringsværd, GOBI barndommens måne
- Governor General’s Award: Fred Wah, Waiting for Saskatchewan

## Neuerscheinungen
Belletristik
- Alte Meister – Thomas Bernhard
- Barfuß über Glas – Iain Banks
- Contact – Carl Sagan
- Duett für Drei – Joan Barfoot
- Chapterhouse: Dune – Frank Herbert
- Der Enkel des Rabbi – Herman Wouk
- Frauen vor Flußlandschaft – Heinrich Böll
- Eine gefährliche Begegnung – Ernst Jünger
- Gottes Werk und Teufels Beitrag – John Irving
- Das große Spiel – Orson Scott Card
- Happy Birthday, Türke! – Jakob Arjouni
- Das Heerlager der Heiligen – Jean Raspail
- Horns Ende – Christoph Hein
- Ingrid Babendererde. Reifeprüfung 1953 – Uwe Johnson
- Kinder der Erde – Ayla und die Mammutjäger – Jean M. Auel
- Die Liebe in den Zeiten der Cholera – Gabriel García Márquez
- Die Liebe ist eine Himmelsmacht – Jürg Federspiel
- Orangen sind nicht die einzige Frucht – Jeanette Winterson
- Das Parfum – Patrick Süskind
- Der Report der Magd – Margaret Atwood
- Schwarzrock – Brian Moore
- Skeleton Crew – Stephen King, bestehend aus den Bänden:
  - Der Fornit
  - Der Gesang der Toten
  - Im Morgengrauen
- Trapez – Marion Zimmer Bradley
- Weg in die Wildnis – Larry McMurtry
- Die Wellen ersticken den Wind – Arkadi und Boris Strugazki

Kinder- und Jugendliteratur
- Felix and Alexander – Terry Denton
- Die Opodeldoks – Sepp Strubel und Paul Maar

Sachliteratur
- Ganz unten – Günter Wallraff
- Gödel, Escher, Bach (deutsche Übersetzung) – Douglas R. Hofstadter
- Hackerbibel – Chaos Computer Club
- Die letzten Zeugen. Kinder im Zweiten Weltkrieg (OA) – Swetlana Alexijewitsch
- Die Macht der Dummheit – André Glucksmann
- Philosophie des Zufalls, Bd. 2 – Stanisław Lem

Drama
- The Normal Heart – Larry Kramer
- Tropfen auf heiße Steine – Rainer Werner Fassbinder

Weitere Werke
- Das Buch der Unruhe (dEA) – Fernando Pessoa
- Minotaurus – Friedrich Dürrenmatt

## Geboren
- 03. Mai: Becky Chambers, US-amerikanische Science-Fiction-Autorin
- 27. Mai: Christian Baron, deutscher Journalist und Schriftsteller
- 10. Juni: Takis Würger, deutscher Journalist und Buchautor
- 13. Juni: Artem Tschech, ukrainischer Schriftsteller und Essayist
- 16. Juni: Joël Dicker, Schweizer Schriftsteller
- 21. August: Sasha Marianna Salzmann, nichtbinäre deutsche Dramatikerin, Essayistin, Kuratorin und Romanautorin
- 24. September: Eleanor Catton, neuseeländische Schriftstellerin
- 18. Dezember: Ferdinand Schmalz, österreichischer Dramatiker, Prosaist und Theaterwissenschaftler
- 22. Dezember: Kae Tempest, britischer Nationalität, verfasst u. a. Lyrik sowie epische und dramatische Literatur

### Genaues Datum unbekannt
- Ned Beauman, britischer Schriftsteller und Journalist
- Ewelina Benbenek, deutsche Dramatikerin und Literaturwissenschaftlerin
- Birgit Birnbacher, österreichische Schriftstellerin
- Dorothee Elmiger, Schweizer Schriftstellerin
- Caoilinn Hughes, irische Dichterin und Schriftstellerin
- Sabrina Janesch, deutsch-polnische Schriftstellerin
- Pierre Jarawan, deutscher Schriftsteller und Slam-Poet
- Simone Lappert, Schweizer Schriftstellerin
- Widad Nabi, kurdisch-syrische Lyrikerin
- Dana von Suffrin, deutsche Schriftstellerin und Historikerin
- Gabriel Wolkenfeld, deutscher Lyriker und Schriftsteller

## Gestorben

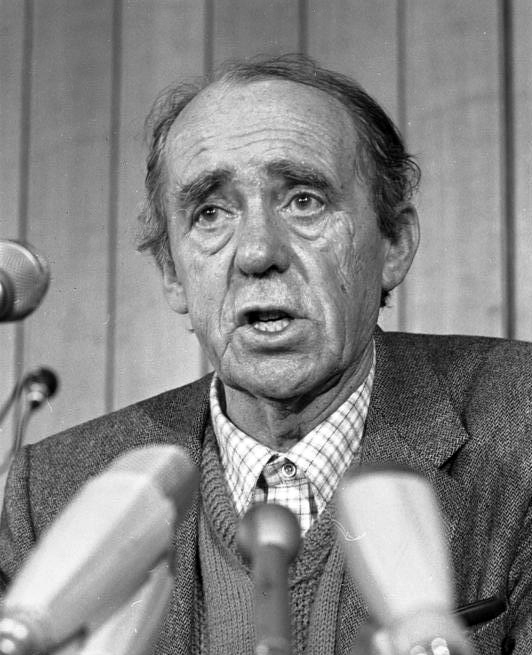
Heinrich Böll, 1981

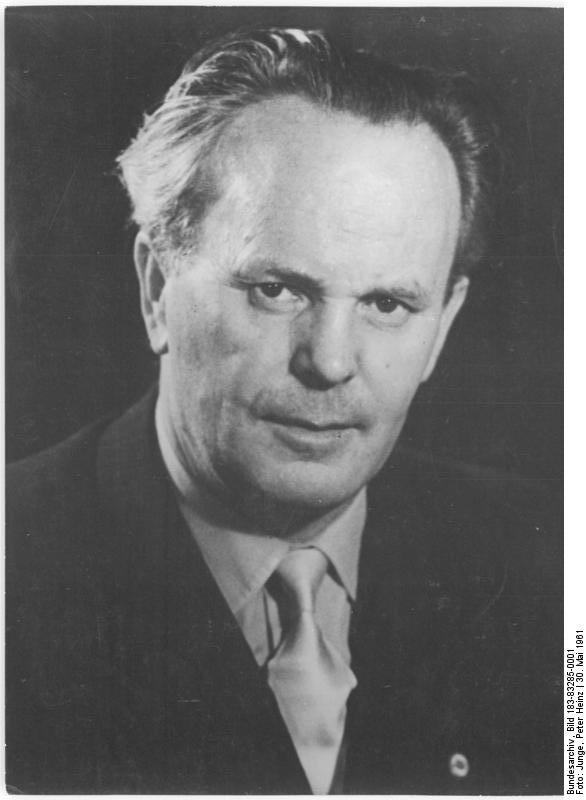
Otto Gotsche, 1961

- 02. Januar: Jacques de Lacretelle, französischer Schriftsteller (* 1888)
- 31. Januar: Józef Mackiewicz, polnischer Schriftsteller (* 1902)
- 04. Februar: Werner Helwig, deutscher Schriftsteller (* 1905)
- 22. Februar: Salvador Espriu, katalanischer Schriftsteller (* 1913)
- 07. März: Tamara Ramsay, deutsche Kinderbuchautorin (* 1895)
- 23. März: Anton Levien Constandse, niederländischer Autor, Redakteur, Herausgeber, Freidenker (* 1899)
- 26. März: Anders Cleve, finnischer Schriftsteller (* 1937)
- 01. April: Jonny Rieger, deutscher Schriftsteller (* 1908)
- 09. April: Karl Neumann, deutscher Kinder- und Jugendschriftsteller (* 1916)
- 27. April: Friedrich Märker, deutscher Schriftsteller und Publizist (* 1893)
- 05. Mai: Carter Brown, australischer Kriminalautor (* 1923)
- 08. Mai: Theodore Sturgeon, US-amerikanischer Science-Fiction-Autor (* 1918)
- 05. Juni: Diarmaid Ó Súilleabháin, irischer Schriftsteller (* 1932)
- 06. Juni: Kurt Ranke, Germanist und Volkskundler (Erzählforscher) (* 1908)
- 02. Juli: Josef Mühlberger, deutscher Schriftsteller und Journalist (* 1903)
- 16. Juli: Heinrich Böll, deutscher Schriftsteller und Literatur-Nobelpreisträger (* 1917)
- 01. August: Alois Carigiet, Schweizer Künstler, Maler und Kinderbuchautor (* 1902)
- 24. August: Morrie Ryskind, US-amerikanischer Autor (* 1895)
- 30. August: Taylor Caldwell, britisch-US-amerikanische Schriftstellerin (* 1900)
- 04. September: Wassyl Stus, ukrainischer Dichter, Publizist, sowjetischer Dissident und Menschenrechtsaktivist (* 1938)
- 19. September: Italo Calvino, italienischer Schriftsteller (* 1923)
- 03. Oktober: Heinz Kindermann, österreichischer Literatur- und Theaterwissenschaftler (* 1894)
- 11. Oktober: Metin Eloğlu, türkischer Schriftsteller und Maler (* 1927)
- 11. November: James Hanley, britischer Schriftsteller (* 1897)
- 18. November: Michael Mooney, US-amerikanischer Schriftsteller (* 1930)
- 25. November: Elsa Morante, italienische Schriftstellerin (* 1918)
- 06. Dezember: Hans Sachse, deutscher Arzt und Goetheforscher (* 1906)
- 06. Dezember: Günter Steffens, deutscher Schriftsteller (* 1922)
- 07. Dezember: Robert Graves, britischer Schriftsteller und Dichter (* 1895)
- 17. Dezember: Otto Gotsche, deutscher Politiker und Schriftsteller (* 1904)
- 23. Dezember: Gina Kaus, österreichische Schriftstellerin, Übersetzerin und Drehbuchautorin (* 1893 oder 1894)